# Palystella browni
Palystella browni är en spindelart som beskrevs av Lawrence 1962. Palystella browni ingår i släktet Palystella och familjen jättekrabbspindlar.
Artens utbredningsområde är Namibia. Inga underarter finns listade i Catalogue of Life.